# Свети-Иван-Жабно
Свети-Иван-Жабно (хорв. Sveti Ivan Žabno) — община с центром в одноимённом посёлке на севере Хорватии, в  Копривницко-Крижевацкой жупании. Население — 1189 человек в самом посёлке и 5204 человека во всей общине (2011). Подавляющее большинство населения — хорваты (98 %). В состав общины, кроме самого посёлка Свети-Иван-Жабно, входит 15 деревень с населением от 114 до 798 человек. Большинство жителей занято в сельском хозяйстве.
Посёлок Свети-Иван-Жабно расположен в южной части жупании близ границ с Загребской и Беловарско-Билогорской жупаниями около западной оконечности холмистой гряды Билогора. Город Крижевцы находится в 10 километрах к северо-западу, Врбовец — в 15 километрах к юго-западу, Бьеловар — в 15 километрах к юго-востоку. Через посёлок проходит автомобильная дорога D28, Врбовец — Бьеловар, а также начинается дорога D22 Свети-Иван-Жабно — Крижевцы — Нови-Мароф. Планируется, что недалеко от посёлка пройдет строящаяся автомагистраль A12. В посёлке Свети-Иван-Жабно есть железнодорожная станция на линии Крижевцы — Бьеловар.
Приходская церковь Свети-Иван-Жабно церковь св. Иоанна Крестителя впервые упоминается в XIV веке, впоследствии неоднократно перестраивалась. Современное барочное здание выстроено в XIX веке.